# Suzzies orkester
Suzzies orkester var en popgrupp från Sverige som bestod av sångerskan Suzzie Tapper, gitarristen Lasse Karlsson och fram till 1990 basisten Gunnar Skoglund. Gruppen bildades 1983 och fick sitt stora genombrott under andra halvan av 1988 med låten "Dansar i månens sken" från albumet Om (1988).
Gruppen turnerade flitigt i Sverige under 1980-talet och första halvan av 1990-talet. Suzzie Tapper och Lasse Karlsson var inte bara tillsammans på scenen, utan även ett par privat och har två barn tillsammans.
Den svenska gruppen Timoteij har gjort en cover på deras låt "Dansar i månens sken".

## Album
(högsta placering på svenska topplistan inom parentes, om uppgift hittats)
- 1984 - Suzzies orkester
- 1985 - 1000 nätter
- 1987 - Stunder av längtan (40)
- 1988 - Om (13)
- 1990 - Bara stjärnorna vet (30)
- 1991 - No 6 (28)
- 1993 - Decennium (35)
- 1995 - Cirklar
- 1997 - Orons fåglar
- 2005 - In i ditt innersta

## Singlar
- Dansa Med Mej/Röd Romans, Metronome 1983.
- Vacuum/Radiokontakt p 1984
- Jag får aldrig nog/Var inte rädd p 1985
- Mardrömmar/Rum för natten p 1985 WEA : 248 082-7 (även maxisingel)
- Summertime/Stay, 1986 WEA: 248 667-7 (även maxisingel)
- Finna sig själv/Du får betala, 1987 Sonet: T-10230
- Vill inte förlora dig/Jag går min egen väg, 1987 Sonet: T-10243
- Varje stund av längtan/Tänder Ljusen av kärlek, 1987 Sonet: T-10250
- Man kan äga... /Leva Livet, 1987 Sonet: T-10254 (4 veckor på Trackslistan, som högst plats 15)
- Dansar i månens sken/Återvänder aldrig mer, 1988 Sonet : T-10272 (1 vecka på Trackslistan, som högst plats 20) (även maxisingel)
- Mellan kärlek och hat/Främlingar i mörkret, 1988. Sonet: T-10288
- Om- jag ändå kunde (styra mina känslor)/Minnet lever kvar, 1988 Sonet: T-10301
- Dina ögon förföljer mig/Keep the fire burning, 1989 Sonet: T-10319 (sida A ny version av "Förföljd" från 1984, sida B engelskspråkig version av "Tänder Ljusen Av Kärlek" tolkad av Alexander Bard)
- Älska med mig en sista gång/På ett öde café, 1990 Sonet: T-10354
- Du har all kontroll/Ingenting blir som man tror, 1990 Sonet: T-10356 (även maxisingel)
- Himlens alla tårar/Värt sin vikt i guld, 1990 Sonet: T-10365
- Han målar fönster/Jag kan aldrig gå min väg, 1991 Sonet: T 10388
- Låt kärleken få blomma i dig/Hon vill sova nu, 1991 Sonet: T 10398
- Tillbaks till 1965/Långt bort från dig/Låt kärleken få blomma i dig, 1992 Sonet: CDT 10403
- Vacker för dig/Dansa med mig, 1993 Sonet: CDS 10483
- Ingen garanti/Den ende som log, 1993 Sonet: CDS 10493
- So long/Hon kysser marken, 1993 Sonet: CDS 10503
- Snurrar runt/Lyssna på mig, 1995 Sonet: CDS 10513 samt SONPROCD25
- Himlen sover/Kan du förlåta, 1995 Sonet: CDS 10523
- Älskar du henne än/Älskar du henne än (akustisk)/En röd ros (akustisk), 1997 Mega Records: MRCXCD 2824.
- Jag trodde blint på dig/Jag trodde blint på dig (akustisk)/Regn Regnbåge (akustisk), 1997 Mega Records: MRCDS 2834.
- Vill leva på landet/Ensam är jag, 1997 Mega Records: MRCDS 2842.

Snedstil indikerar låt som inte getts ut på något ordinarie album utan endast finns på singel eller som extralåt på tidig CD-utgåva.

### Singel/maxi som del av gruppenThe Sylvesters
- "A Happy, Happy Year For Us All" (1990)